# Busmadis
Busmadis là một chi bướm đêm thuộc họ Noctuidae.